# Typosyllis nipponica
Typosyllis nipponica är en ringmaskart som beskrevs av Imajima 1966. Typosyllis nipponica ingår i släktet Typosyllis och familjen Syllidae. Inga underarter finns listade i Catalogue of Life.